# Klaus Adam (Basketballspieler)
Klaus Adam (* 12. Mai 1942 in Jena) ist ein ehemaliger deutscher Basketballnationalspieler der früheren DDR. 1965 nahm er mit der Basketballnationalmannschaft der DDR an der Basketball-Europameisterschaft in Moskau teil.

## Sportliche Karriere
Adam startete seine Karriere als Handballer, ehe er gemeinsam mit seinem Zwillingsbruder Günther Adam zum Basketball wechselte und in Cottbus, Halle, Leipzig sowie Dresden spielte. Im Oktober 1970 war er Gründungsmitglied des Basketballteams der Ingenieurhochschule Dresden, wo er bis Anfang der 1990er Jahre mit der Rückennummer 4 spielte.

## Persönliches
Seit 1970 lebt er gemeinsam mit seiner Frau Evelin Adam in Dresden. 
Sein Sohn Dirk Adam (* 6. Juni 1973) war beim Dresdner SC ein erfolgreicher Zehnkämpfer mit einer Bestleistung von 7391 Punkten. 
| Personendaten    | Personendaten               |
| ---------------- | --------------------------- |
| NAME             | Adam, Klaus                 |
| KURZBESCHREIBUNG | deutscher Basketballspieler |
| GEBURTSDATUM     | 12. Mai 1942                |
| GEBURTSORT       | Jena                        |